# Jonny Magallón
José Jonny Magallón Oliva (Ocotlán, 1981. november 21. –) egy mexikói válogatott labdarúgó, aki jelenleg a Club Leónban játszik hátvédként.

## Pályafutása

### Guadalajara
Magallón a CD Guadalajara tartalékcsapatánál, a Tapatíónál kezdte a pályafutását, majd 2005-ben került át a nagy csapathoz. 2005. március 13-án, a Club América ellen debütált. Azóta több száz bajnoki mérkőzésen lépett pályára és három gólt szerzett.

### Válogatott
Magallón 25 évesen, 2007. február 28-án mutatkozott be a mexikói válogatottban egy Venezuela elleni barátságos mérkőzésen. Részt vett a CONCACAF-aranykupán és a 2007-es Copa Américán is. 2008. február 6-án egy Egyesült Államok elleni telt házas barátságos meccsen két gólt is szerzett, ezzel 2-2-es döntetlent kiharcolva Mexikónak. Szeptember 6-án Jamaica ellen is betalált.

#### Mérkőzései a válogatottban
| Mexikó | Mexikó               | Mexikó                                           | Mexikó             | Mexikó   | Mexikó           | Mexikó                          | Mexikó | Mexikó  |
| #      | Dátum                | Helyszín                                         | Hazai              | Eredmény | Vendég           | Kiírás                          | Gólok  | Esemény |
| ------ | -------------------- | ------------------------------------------------ | ------------------ | -------- | ---------------- | ------------------------------- | ------ | ------- |
| 1.     | 2007. február 28.    | San Diego, Qualcomm Stadium                      | Mexikó             | 3 – 1    | Venezuela        | barátságos                      | 0      |         |
| 2.     | 2007. március 25.    | San Nicolás de los Garza, Estadio Universitario  | Mexikó             | 2 – 1    | Paraguay         | barátságos                      | 0      |         |
| 3.     | 2007. március 28.    | Oakland, McAfee Coliseum                         | Mexikó             | 4 – 2    | Ecuador          | barátságos                      | 0      | 92'     |
| 4.     | 2007. június 2.      | San Luis Potosí, Estadio Alfonso Lastras         | Mexikó             | 4 – 0    | Irán             | barátságos                      | 0      |         |
| 5.     | 2007. június 5.      | Mexikóváros, Estadio Azteca                      | Mexikó             | 0 – 1    | Paraguay         | barátságos                      | 0      |         |
| 6.     | 2007. június 8.      | East Rutherford, Giants Stadium                  | Mexikó             | 2 – 1    | Kuba             | CONCACAF-aranykupa, csoportkör  | 0      |         |
| 7.     | 2007. június 10.     | East Rutherford, Giants Stadium                  | Honduras           | 2 – 1    | Mexikó           | CONCACAF-aranykupa, csoportkör  | 0      |         |
| 8.     | 2007. június 13.     | Houston, Reliant Stadion                         | Mexikó             | 1 – 0    | Panama           | CONCACAF-aranykupa, csoportkör  | 0      |         |
| 9.     | 2007. június 17.     | Houston, Reliant Stadion                         | Mexikó             | 1 – 0    | Costa Rica       | CONCACAF-aranykupa, negyeddöntő | 0      |         |
| 10.    | 2007. június 21.     | Chicago, Soldier Field                           | Mexikó             | 1 – 0    | Guadeloupe       | CONCACAF-aranykupa, elődöntő    | 0      |         |
| 11.    | 2007. június 24.     | Chicago, Soldier Field                           | Egyesült Államok   | 2 – 1    | Mexikó           | CONCACAF-aranykupa, döntő       | 0      | 60'     |
| 12.    | 2007. június 27.     | Puerto Ordaz, Estadio Cachamay                   | Brazília           | 0 – 2    | Mexikó           | Copa América, csoportkör        | 0      |         |
| 13.    | 2007. július 1.      | Maturín, Estadio Monumental de Maturín           | Mexikó             | 2 – 1    | Ecuador          | Copa América, csoportkör        | 0      |         |
| 14.    | 2007. július 4.      | Puerto la Cruz, Estadio José Antonio Anzoátegui  | Mexikó             | 0 – 0    | Chile            | Copa América, csoportkör        | 0      |         |
| 15.    | 2007. július 8.      | Maturín, Estadio Monumental de Maturín           | Mexikó             | 6 – 0    | Paraguay         | Copa América, negyeddöntő       | 0      | 60'     |
| 16.    | 2007. július 11.     | Puerto Ordaz, Estadio Cachamay                   | Mexikó             | 0 – 3    | Argentína        | Copa América, elődöntő          | 0      |         |
| 17.    | 2007. július 14.     | Caracas, Estadio Olímpico de la UCV              | Uruguay            | 1 – 3    | Mexikó           | Copa América, 3. helyért        | 0      |         |
| 18.    | 2007. augusztus 22.  | Commerce City, Dick's Sporting Goods Park        | Mexikó             | 0 – 1    | Kolumbia         | barátságos                      | 0      |         |
| 19.    | 2007. szeptember 9.  | Puebla, Estadio Cuauhtémoc                       | Mexikó             | 1 – 0    | Panama           | barátságos                      | 0      |         |
| 20.    | 2007. szeptember 12. | Foxborough, Gillette Stadion                     | Mexikó             | 1 – 3    | Brazília         | barátságos                      | 0      |         |
| 21.    | 2007. október 14.    | Ciudad Juárez, Estadio Olímpico Benito Juárez    | Mexikó             | 2 – 2    | Nigéria          | barátságos                      | 0      |         |
| 22.    | 2007. október 17.    | Los Angeles, Memorial Coliseum                   | Mexikó             | 2 – 3    | Guatemala        | barátságos                      | 0      | 46'     |
| 23.    | 2008. február 6.     | Houston, Reliant Stadium                         | Egyesült Államok   | 2 – 2    | Mexikó           | barátságos                      | 2      | 34' 47' |
| 24.    | 2008. június 4.      | San Diego, Qualcomm Stadium                      | Mexikó             | 1 – 4    | Argentína        | barátságos                      | 0      |         |
| 25.    | 2008. június 8.      | Chicago, Soldier Field                           | Mexikó             | 4 – 0    | Peru             | barátságos                      | 0      |         |
| 26.    | 2008. június 15.     | Houston, Reliant Stadium                         | Belize             | 0 – 2    | Mexikó           | vb-selejtező                    | 0      |         |
| 27.    | 2008. június 21.     | San Nicolás de los Garza, Estadio Universitario  | Mexikó             | 7 – 0    | Belize           | vb-selejtező                    | 0      |         |
| 28.    | 2008. augusztus 20.  | Mexikóváros, Estadio Azteca                      | Mexikó             | 2 – 1    | Honduras         | vb-selejtező                    | 0      | 81'     |
| 29.    | 2008. szeptember 6.  | Mexikóváros, Estadio Azteca                      | Mexikó             | 3 – 0    | Jamaica          | vb-selejtező                    | 1      | 63'     |
| 30.    | 2008. szeptember 10. | Tuxtla Gutiérrez, Estadio Víctor Manuel Reyna    | Mexikó             | 2 – 1    | Kanada           | vb-selejtező                    | 0      |         |
| 31.    | 2008. október 11.    | Kingston, Independence Park                      | Jamaica            | 1 – 0    | Mexikó           | vb-selejtező                    | 0      |         |
| 32.    | 2008. október 15.    | Edmonton, Commonwealth Stadium                   | Kanada             | 2 – 2    | Mexikó           | vb-selejtező                    | 0      |         |
| 33.    | 2009. március 28.    | Mexikóváros, Estadio Azteca                      | Mexikó             | 2 – 0    | Costa Rica       | vb-selejtező                    | 0      | 79'     |
| 34.    | 2009. április 1.     | San Pedro Sula, Estadio Olímpico Metropolitano   | Honduras           | 3 – 1    | Mexikó           | vb-selejtező                    | 0      |         |
| 35.    | 2009. június 24.     | Atlanta, Georgia Dome                            | Mexikó             | 4 – 0    | Venezuela        | barátságos                      | 0      |         |
| 36.    | 2009. július 5.      | Seattle, Qwest Field                             | Nicaragua          | 0 – 2    | Mexikó           | CONCACAF-aranykupa, csoportkör  | 0      |         |
| 37.    | 2009. július 9.      | Houston, Reliant Stadion                         | Mexikó             | 1 – 1    | Panama           | CONCACAF-aranykupa, csoportkör  | 0      |         |
| 38.    | 2009. július 12.     | Glendale, University of Phoenix Stadium          | Mexikó             | 2 – 0    | Guadeloupe       | CONCACAF-aranykupa, csoportkör  | 0      |         |
| 39.    | 2009. július 19.     | Arlington, Cowboys Stadium                       | Mexikó             | 4 – 0    | Haiti            | CONCACAF-aranykupa, negyeddöntő | 0      |         |
| 40.    | 2009. július 23.     | Chicago, Soldier Field                           | Costa Rica         | 1 – 1    | Mexikó           | CONCACAF-aranykupa, elődöntő    | 0      |         |
| 41.    | 2009. július 26.     | East Rutherford, Giants Stadium                  | Egyesült Államok   | 0 – 5    | Mexikó           | CONCACAF-aranykupa, döntő       | 0      |         |
| 42.    | 2009. augusztus 12.  | Mexikóváros, Estadio Azteca                      | Mexikó             | 2 – 1    | Egyesült Államok | vb-selejtező                    | 0      |         |
| 43.    | 2009. szeptember 5.  | San Juan de Tibás, Estadio Ricardo Saprissa Aymá | Costa Rica         | 0 – 3    | Mexikó           | vb-selejtező                    | 0      |         |
| 44.    | 2009. szeptember 9.  | Mexikóváros, Estadio Azteca                      | Mexikó             | 1 – 0    | Honduras         | vb-selejtező                    | 0      |         |
| 45.    | 2009. október 14.    | Port of Spain, Hasely Crawford Stadion           | Trinidad és Tobago | 2 – 2    | Mexikó           | vb-selejtező                    | 0      |         |
| 46.    | 2010. február 24.    | San Francisco, Candlestick Park                  | Mexikó             | 5 – 0    | Bolívia          | barátságos                      | 0      |         |
| 47.    | 2010. március 18.    | Torreón, Estadio TSM Corona                      | Mexikó             | 2 – 1    | Észak-Korea      | barátságos                      | 0      |         |
| 48.    | 2010. március 24.    | Charlotte, Bank of America Stadion               | Mexikó             | 0 – 0    | Izland           | barátságos                      | 0      |         |
| 49.    | 2010. május 7.       | New Jersey, New Meadowlands                      | Mexikó             | 0 – 0    | Ecuador          | barátságos                      | 0      |         |
| 50.    | 2010. május 13.      | Houston, Reliant Stadium                         | Mexikó             | 1 – 0    | Angola           | barátságos                      | 0      |         |
| 51.    | 2010. május 26.      | Freiburg, Badenova Stadion                       | Hollandia          | 2 – 1    | Mexikó           | barátságos                      | 0      |         |
| 52.    | 2010. május 30.      | Bayreuth, Hans-Walter-Wild-Stadion               | Mexikó             | 5 – 1    | Gambia           | barátságos                      | 0      | 78'     |
| 53.    | 2010. október 12.    | Ciudad Juárez, Estadio Olímpico Benito Juárez    | Mexikó             | 2 – 2    | Venezuela        | barátságos                      | 0      | 46'     |
| 54.    | 2011. november 11.   | Santiago de Querétaro, Estadio Corregidora       | Mexikó             | 2 – 0    | Szerbia          | barátságos                      | 0      | 91'     |
|        | Összesen             |                                                  |                    | 54       | mérkőzés         |                                 | 3      | gól     |